# Guineu voladora de l'Índia
La guineu voladora de l'Índia (Pteropus giganteus) és un ratpenat el cos del qual fa uns 30 centímetres de longitud i arriba a tenir una envergadura de 120 cm. Pesa més o menys 800 g. El pèl té tons castany rogencs, terrosos i negrosos, més clars en la part inferior.
Es distribueix a l'Índia, Bangladesh, sud de la Xina, Maldives, el Nepal, el Pakistan i Sri Lanka. Viu en boscos, en els quals s'alimenta de fruita. La seva activitat és nocturna i es desplaça a zones cultivades, on poden causar greus danys. Durant el dia s'estan penjats als arbres i és molt patent la seva presència. Conformen grups jeràrquics. Les femelles s'allunyen abans del part i les cries s'estan sota les ales de la mare durant cinc mesos.